# Okręg wyborczy North East Lancashire
Okręg wyborczy North East Lancashire powstał w 1868 r. i wysyłał do brytyjskiej Izby Gmin dwóch deputowanych. Okręg obejmował północno-wschodnią część hrabstwa Lancashire. Został zlikwidowany w 1885 r, w wyniku podziału na okręgi w Accrington, Darwen i Rossendale.

## Deputowani do brytyjskiej Izby Gmin z okręgu North East Lancashire
- 1868–1880: James Maden Holt, Partia Konserwatywna
- 1868–1880: John Pierce Chamberlain Starkie, Partia Konserwatywna
- 1880–1885: Spencer Cavendish, markiz Hartington, Partia Liberalna
- 1880–1885: Frederick William Grafton, Partia Liberalna